# هوتسومی اوزاکی
هوتسومی اوزاکی (انگلیسی: Hotsumi Ozaki; ۲۹ آوریل ۱۹۰۱ – ۷ نوامبر ۱۹۴۴) روزنامه‌نگار، جاسوسی اهل ژاپن بود.